# Avant-garde (nhạc)
Avant-garde là khái niệm để chỉ thể loại âm nhạc được coi là đi trước thời đại (theo đúng nguyên gốc tiếng Pháp), trong đó bao gồm một hoặc vài yếu tố mới, hoặc khám phá những pha trộn và phong cách mới lạ.
Những nhà nghiên cứu âm nhạc có lẽ lần đầu tiên sử dụng khái niệm này để ám chỉ, hoặc là âm nhạc hậu-1945 sau cái chết của Anton Webern vào năm 1945, hoặc là "âm nhạc hậu-Wagner", thậm chí là kể từ Josquin des Prez.
Ngày nay, khái niệm này được dùng để chỉ cho bất cứ sự cách tân âm nhạc nào thời kỳ hậu-1945 mà không theo phong cách thể nghiệm, hoặc đôi lúc cũng áp dụng với thể loại thể nghiệm này mà loại bỏ yếu tố giọng.